# El Pitiral
El Pitiral är en ort i Mexiko.   Den ligger i kommunen Churumuco och delstaten Michoacán de Ocampo, i den södra delen av landet, 280 km väster om huvudstaden Mexico City. El Pitiral ligger 173 meter över havet och antalet invånare är 486. Den ligger vid sjön Presa Adolfo López Mateos.
Terrängen runt El Pitiral är kuperad åt nordost, men åt sydväst är den platt. Runt El Pitiral är det mycket glesbefolkat, med 6 invånare per kvadratkilometer. Närmaste större samhälle är Churumuco de Morelos, 5,5 km nordost om El Pitiral. Trakten runt El Pitiral består till största delen av jordbruksmark.